# قانون سامری نیکو
قانون سامری نیکو (به انگلیسی: Good Samaritan law) به مجموعه قوانینی گفته می‌شود که مسئولیت و دِین شخصی افرادی را که برای امداد افراد آسیب‌دیده در سوانح و حوادث می‌شتابند کاهش می‌دهد و از آنها در مقابل آسیب‌های مضاعفی که به آسیب‌دیدگان وارد می‌آورند حمایت قانونی می‌کند. رواج این قوانین در کشورهای مختلف متفاوت است و حکومت‌های برخی کشورها پایبند این قانون هستند ولی برخی کشورها این قانون را نپذیرفته‌اند. بسیاری از کارشناسان حقوقی چنین قانونی را قبول ندارند و معتقدند شخصی که به عنوان امدادگر وارد صحنه حادثه می‌شود، موظف است دوره‌های آموزشی مورد نظر را گذرانده باشد و در مقابل مهارت‌های خود پاسخگو باشد.